# منتخب فيتنام لكرة الطائرة للسيدات
منتخب فيتنام الوطني لكرة الطائرة للسيدات (بالفيتنامية: Đội tuyển bóng chuyền nữ quốc gia Việt Nam)‏ هو ممثل فيتنام الرسمي في المنافسات الدولية في كرة طائرة للسيدات.